# Прапор Іллінців
Пра́пор Іллінці́в затверджений 3 листопада 2009 р. рішенням XXV сесії Іллінецької міської ради V скликання.

## Опис
Зелене квадратне полотнище із червоною древковою смугою в 1/4 від ширини полотнища. На зеленому полі — п'ять вертикальних стріл вістрям догори, чотири білих і середня жовта. На древковій смузі — золотий трипільський орнамент-безконечник.
Комп'ютерна графіка — В. М. Напиткін.